# Okoun.cz
Okoun je český diskusní server. 

## Historie
Byl založen v roce 2001 Pavlem Kolesnikovem (Kolesem) a Pavlem Kořenským (Eudoxem) jako reakce na ukončení činnosti diskusního serveru Průvodce.cz, který Kolesnikov provozoval od roku 1996 nebo 1997. V roce 2001 patřil Průvodce vydavatelství Bonton, ale internetové aktivity společnosti byly ztrátové a Bonton se rozhodl je i s Průvodcem prodat společnosti Intouch. Ta odmítla Kolesnikovův návrh na odkoupení Průvodce za 100 000 až 150 000 Kč a koncem roku 2001 provoz serveru ukončila. Uživatelé Průvodce poté v Praze vystrojili symbolický „Pohřeb Průvodce“.
Kolesnikov spolu s Kořenským tedy vyvinuli a uvedli do provozu nový server, který dostal název Okoun, a téměř okamžitě se stal útočištěm velké části diskutérů z Průvodce. Rozvoj Okouna prošel několika etapami a významnými událostmi, z nichž největší proslulosti dosáhlo hardwarové selhání v červnu 2005, kdy došlo ke ztrátě dat, jež vzhledem k řídkému zálohování celý server vrátila zpět do února 2005. Další výpadky jsou způsobeny nedostatečným hardwarem, DDoS útoky, spamboty, nebo zásahy adminů (obvykle z popudu držitelů autorských práv). V roce 2007 měl Okoun 20 000 uživatelských účtů a cca 4 000 „klubů“.
V roce 2008 se Okoun umístil na 5. místě v anketě Křišťálová lupa v kategorii komunitní server.
V lednu 2009 bylo uživatelské rozhraní Okouna zcela přepracováno. Staré rozhraní bylo volitelně možné používat ještě několik let.
V září 2013 byl server masivně spamován, což způsobovalo zpomalení a výpadky, ale Kolesnikov podle svých slov problém vyřešil.
Od září 2017, kdy ukončil provoz server Mageo, přešla část uživatelů na server Okoun.cz.[zdroj?]

## Provoz a používání
Okoun je diskusním serverem s otevřenou registrací, tedy jako uživatel se na něm může registrovat kdokoli bez nutnosti předchozího svolení administrátorů, představení své osoby a podobných formalit. V některých klubech je možné číst a psát bez registrace (anonymně). Správci serveru jsou známi svou snahou o otevřenost a svobodu projevu,[zdroj?] pročež se Okoun stal diskusní platformou několika dalších internetových komunit, jako například přispěvatelů a příznivců serveru Vesjolyje Kartinki, obdivovatelů Sivého čtveráka či příznivců kontroverzního serveru Kompost.cz.
Server se stal zdrojem mnohých internetových memů, které se posléze šíří dál – například Opráski sčeskí historje, již zmíněné Vesjolyje Kartinki či OLOL fotomontáže.
Server pro svůj provoz používá operační systém Linux (Fedora), programovací jazyk Java a databázový server MySQL. Tvůrce serveru Pavel Kolesnikov podle svých slov nemá na vývoj a údržbu Okouna dost času, ale „naštěstí kvalitu diskusního serveru netvoří miliony funkcí a kvanta blikajících tlačítek, ale právě jeho návštěvníci – a díky za ně.“